# Caribeopsyllus amphiodiae
Caribeopsyllus amphiodiae is een eenoogkreeftjessoort uit de familie van de Thaumatopsyllidae. De wetenschappelijke naam van de soort is voor het eerst geldig gepubliceerd in 2003 door Ho, Dojiri, Hendler & Deets.